# Cấu tạo khúc dồi

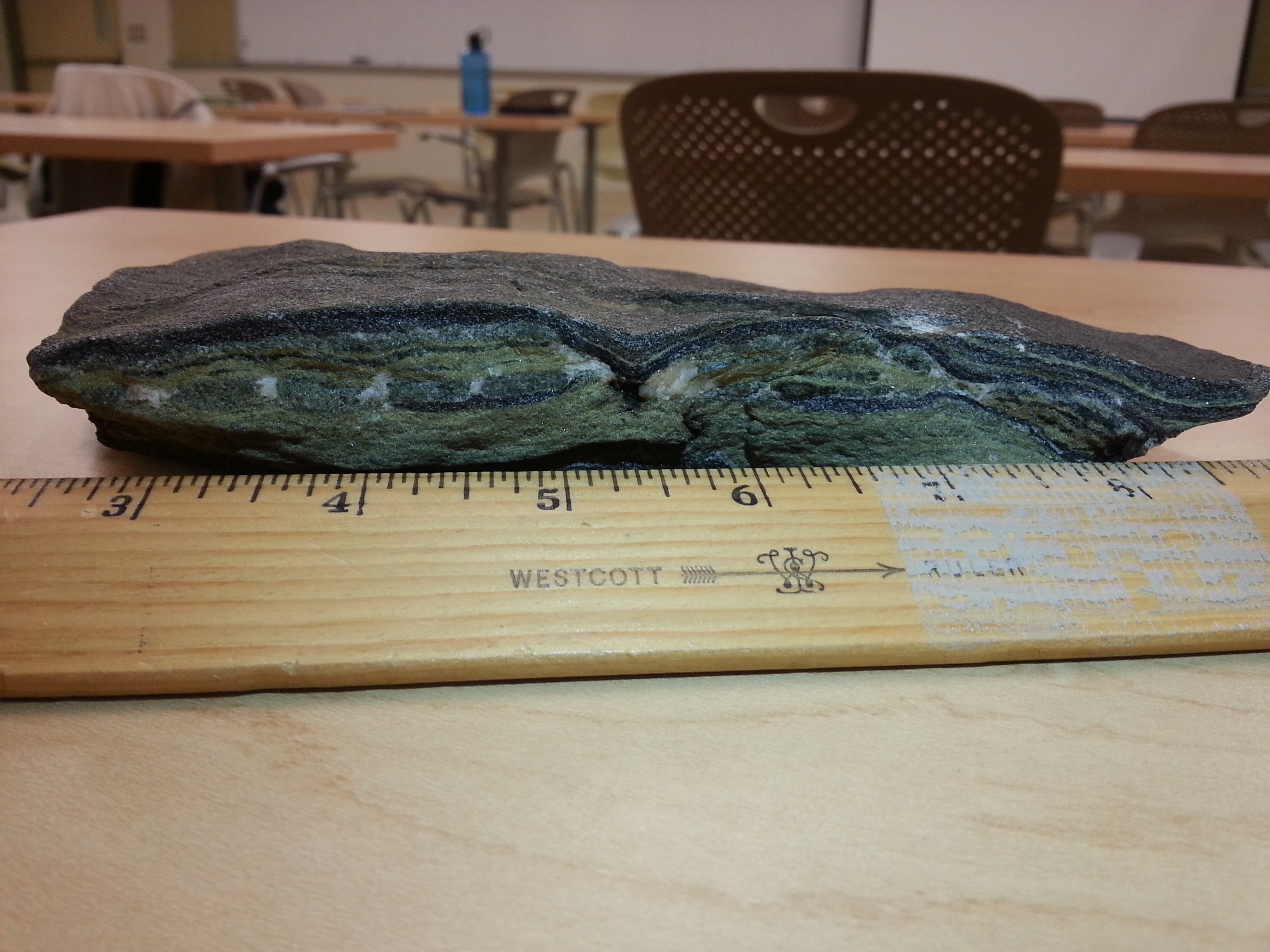
Cấu tạo khúc dồi nhỏ

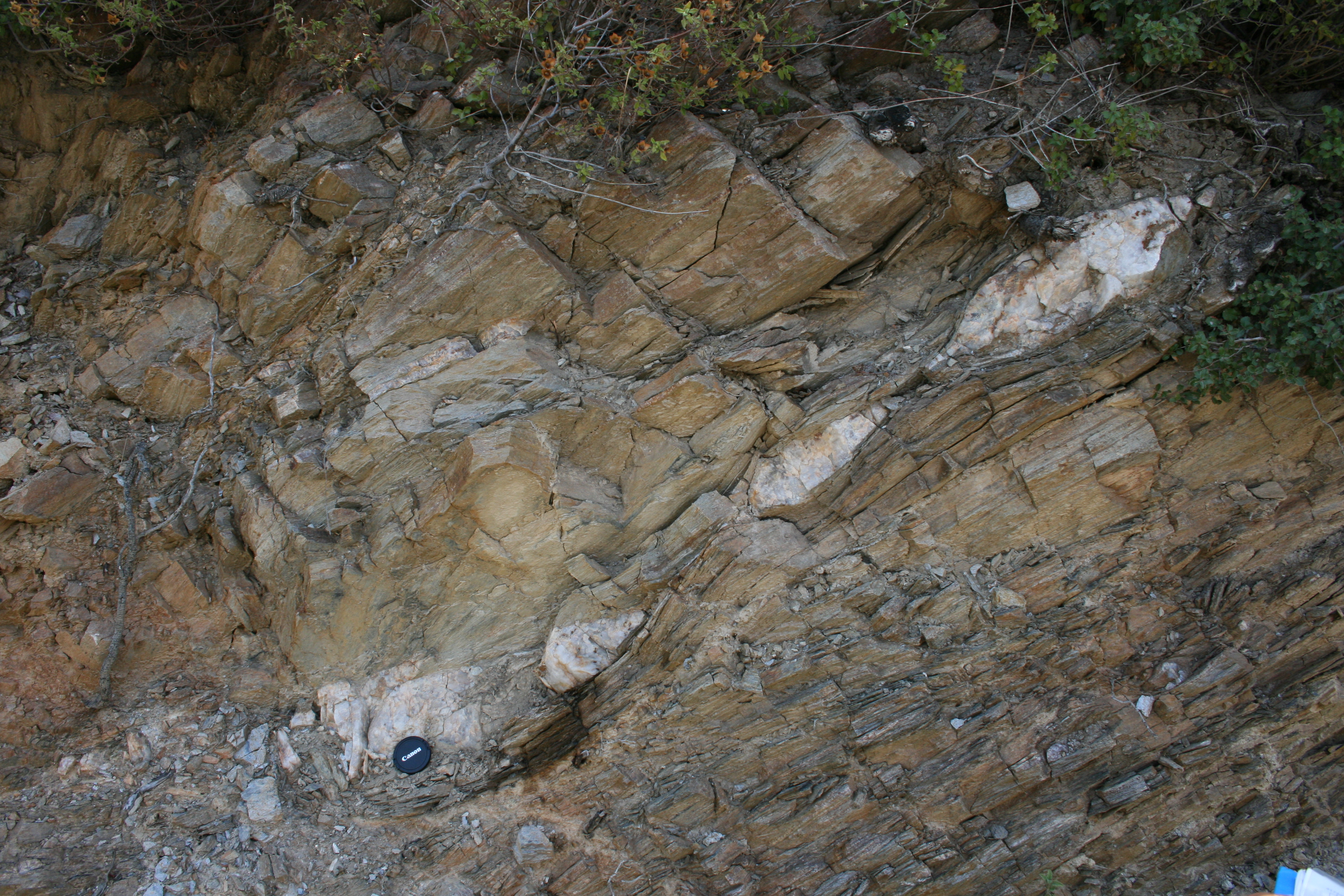
Cấu tạo khúc dồi mạch nhỏ thạch anh trong đá phiến lam
, Samos, Hy Lạp.

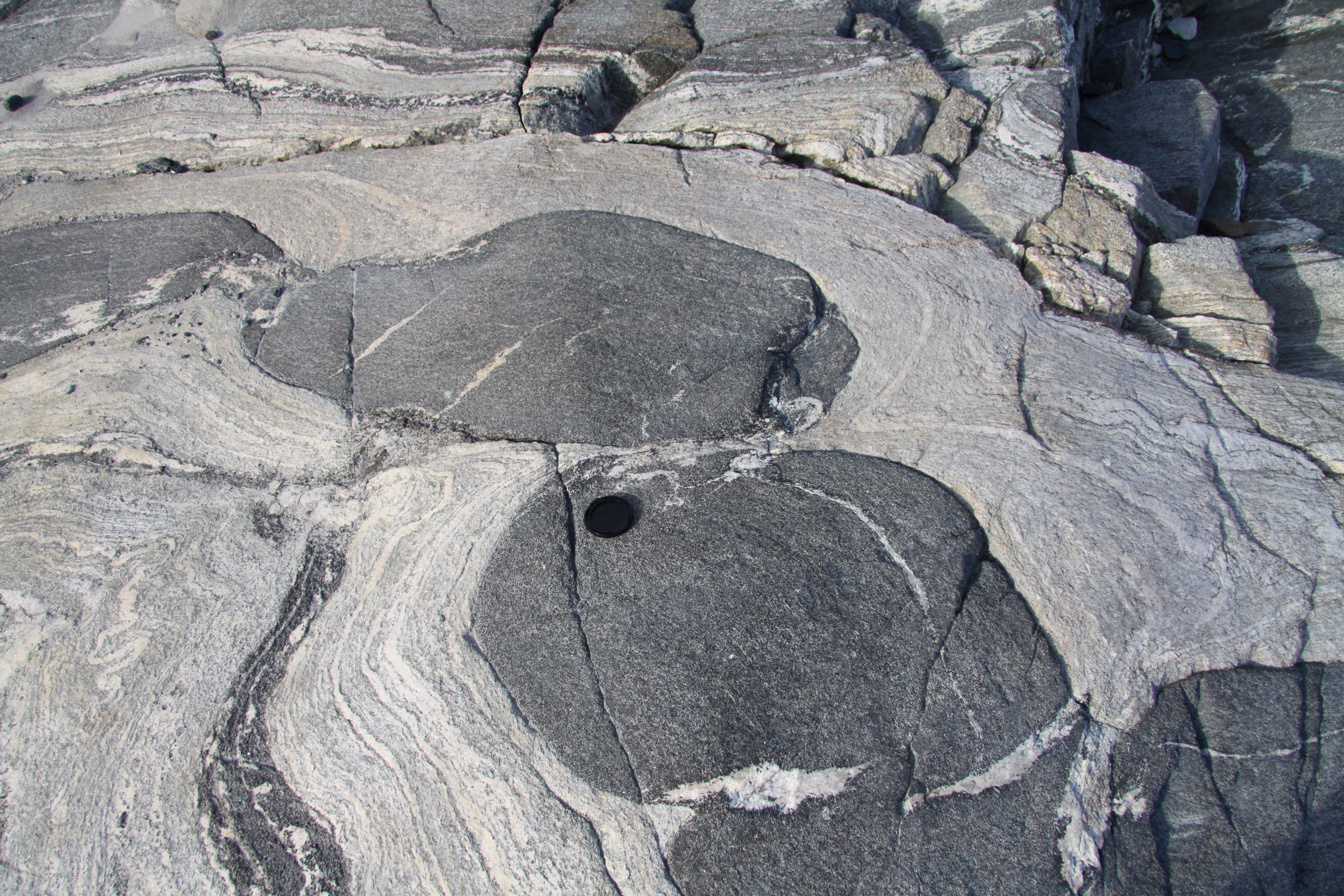
Cấu tạo khúc dồi ở Greenland gần Kangerlussuaq

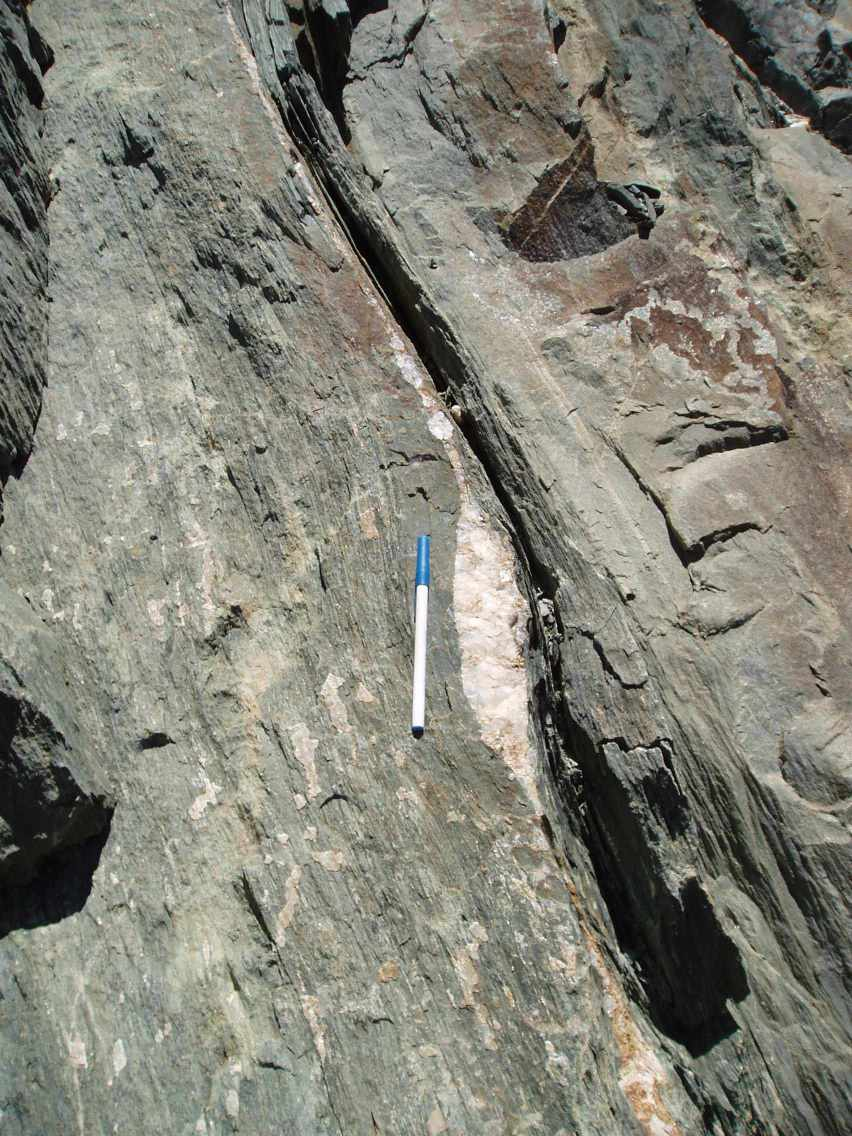
Cấu tạo khúc dồi mạch nhỏ thạch anh có phiến lớn, Starlight Pit, mỏ vàng Fortnum,Tây Úc.

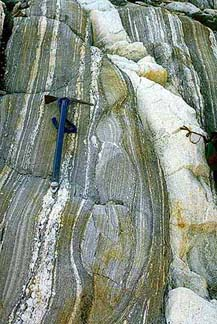
Đá gơnai phân dải với đaicơ gơnai granit thể thường; dả đá gơnai rắn tạo thành cấu trúc hình dồi bởi biến dạng dẻo trượt.

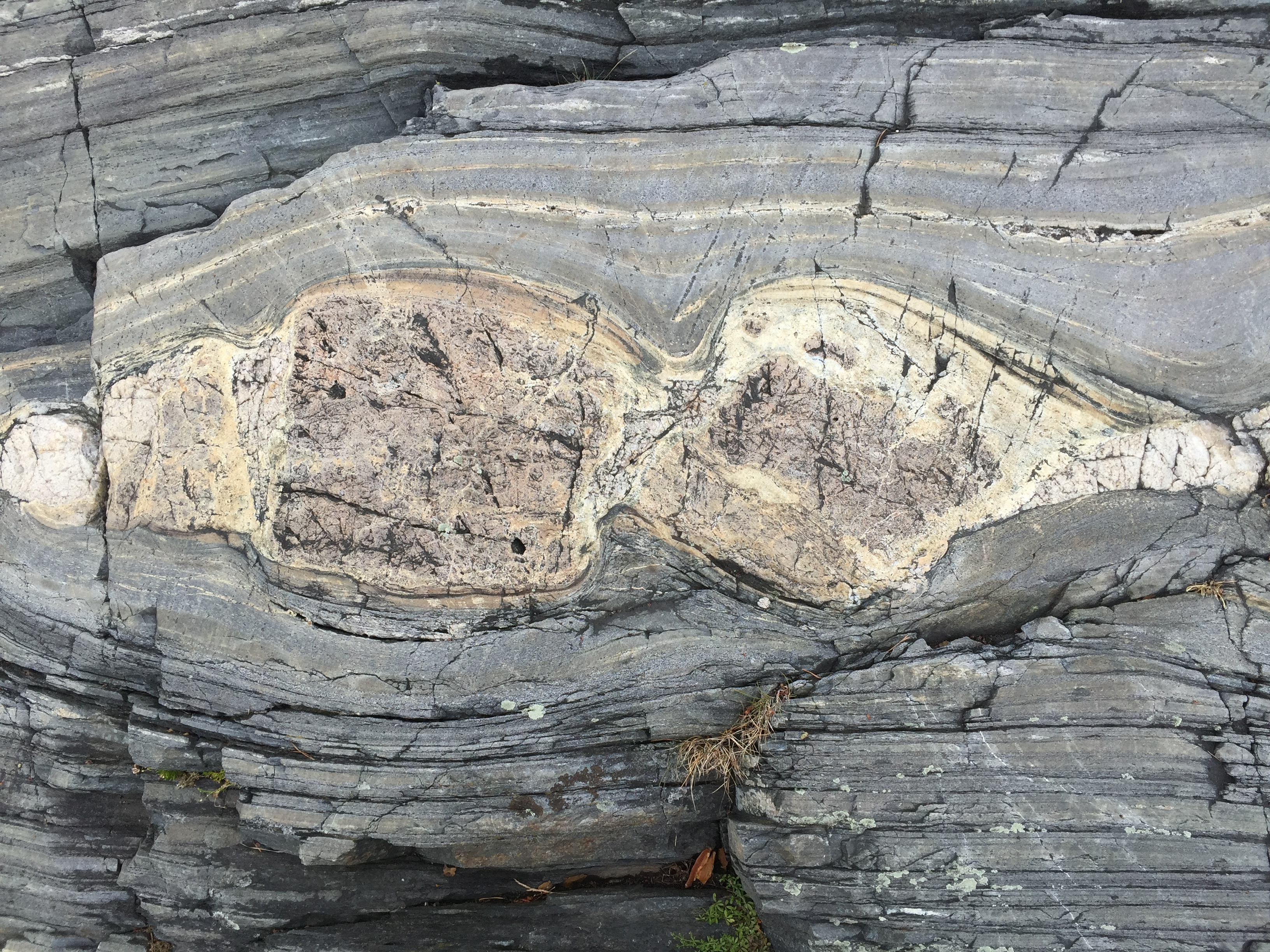
Cấu tạo khúc dồi trên đảo Uto, quần đảo Stockholm, Thụy Điển

Cấu tạo khúc dồi là một thuật ngữ địa chất cho cấu trúc được hình thành bởi sự mở rộn của một khối rắn như đá hornfels, được kéo dài và biến dạng giữa môi trường dễ bị biến dạng xung quanh. Lớp đá rắn bắt đầu vỡ ra, hình thành hình khúc dồi. Cấu tạo khúc dồi phổ biến và có thể hình thành ở nhiều kích cỡ, từ siêu nhỏ đến quy mô thạch quyển, và có thể tìm thấy ở mọi địa hình. Trong kiến tạo thạch quyển, cấu tạo khúc dồi có thể làm tăng độ mạnh của sự lở đá. Việc nghiên cứu về cấu tạo khúc dồi có thể giúp hiểu rõ hơn về các lực tham gia quá trình biến đổi kiến tạo và độ mạnh của chúng.
Cấu tạo khúc dồi có thể phát triển trong hai cách: vỡ thành các mảnh hình chữ nhật hoặc giãn nở tạo ra những phần thắt và phồng. Cấu tạo khúc dồi là điểm đặc trưng của mạch và đới trượt, do sự kéo dãn dọc theo phiến trượt và co lại theo phương vuông góc, với vận rắn thì vỡ ra. Điều này tạo ra hình dạng cấu tạo khúc dồi. Chúng cũng có thể tạo cấu trúc thành hình chữ nhật. Tính chất biến dạng dẻo giúp tạo ra cấu trúc hình dồi thay vì vỡ ra. Cấu tạo khúc rồi có thể bị chia cắt bở đứt gãy nhỏ hoặc mạch nhỏ, khu vực chia cắt được gọi là cổ khúc dồi.
Trong ba chiều, cấu tạo khúc dồi có thể có hình dạng giống như ruy băng hay thanh sô-cô-la, tùy thuộc vào trục và sự đẳng hướng của sự mở rộng. Chúng có độ dày khoảng 1 cm đến 20 m.

## Các loại
Cấu tạo khúc dồi có ba loại khác nhau. Bao gồm cấu tạo khúc dồi không trượt, có trượt loại S và có trượt loại A. Cấu tạo khúc dồi không trượt hình thành khi không có sự trượt, kết quả là một cấu trúc đối xứng. Cấu tạo khúc dồi có trượt loại S hình thành khi khúc dồi di chuyển ngược chiều của sự trượt cắt, còn loại A hình thành khi nó di chuyển theo chiều hướng sự trượt cắt. Những loại có thể được tiếp tục phân chia thành 5 nhóm khác nhau, dựa trên hình dáng của chúng.